# Kentucky Derby 1942
Kentucky Derby 1942 var den sextioåttonde upplagan av Kentucky Derby. Löpet reds den 2 maj 1942 över 1 1⁄4 miles (2 012 m). Löpet vanns av Shut Out som reds av Wayne D. Wright och tränades av John M. Gaver Sr..
Femton hästar deltog i löpet.

## Resultat
| P  | S  | Häst           | Jockey           | Tränare                 | Ägare                                 | Tid      |
| -- | -- | -------------- | ---------------- | ----------------------- | ------------------------------------- | -------- |
| 1  | 3  | Shut Out       | Wayne D. Wright  | John M. Gaver Sr.       | Greentree Stable                      | 2:04 2/5 |
| 2  | 7  | Alsab          | Basil James      | Sarge Swenke            | Albert Sabath                         |          |
| 3  | 16 | Valdina Orphan | Carroll Bierman  | Frank Catrone           | Valdina Farm                          |          |
| 4  | 17 | With Regards   | Johnny Longden   | Ted D. Grimes           | Mr. & Mrs. Ted D. Grimes              |          |
| 5  | 2  | First Fiddle   | Conn McCreary    | Edward L. Mulrenan      | Mrs. Edward L. Mulrenan               |          |
| 6  | 5  | Devil Diver    | Eddie Arcaro     | John M. Gaver Sr.       | Greentree Stable                      |          |
| 7  | 1  | Fair Call      | Herb Lindberg    | Arthur Fletcher         | Mill River Stable (Josephine Douglas) |          |
| 8  | 12 | Dogpatch       | Jack Skelly      | Roy Waldron             | Milky Way Farm Stable                 |          |
| 9  | 6  | Hollywood      | George Woolf     | Frank Catrone           | Valdina Farms                         |          |
| 10 | 4  | Sweep Swinger  | Alfred Shelhamer | Alexis G. Wilson        | Theodore D. Buhl                      |          |
| 11 | 15 | Apache         | James Stout      | James E. Fitzsimmons    | Belair Stud                           |          |
| 12 | 8  | Sir War        | Johnny Adams     | William T. Anderson     | Circle M Ranch (Edward S. Moore)      |          |
| 13 | 11 | Fairy Manah    | John Gilbert     | Richard E. Handlen      | Foxcatcher Farm                       |          |
| 14 | 14 | Requested      | Leon Haas        | J. H. "Blackie" McCoole | Florence Whitaker                     |          |
| 15 | 13 | Boot and Spur  | Arthur Craig     | William Molter          | Elmer C. A. Berger                    |          |

Segrande uppfödare: Greentree Stable (KY)